# Butaceja
Butaceja je nenaseljeni otočić uz zapadnu obalu Istre, južno of Poreča. 
Površina otoka je 1031 m2, a visina oko 1 metra.
U Državnom programu zaštite i korištenja malih, povremeno nastanjenih i nenastanjenih otoka i okolnog mora Ministarstva regionalnoga razvoja i fondova Europske unije, svrstana je pod "manje
nadmorske tvorbe (hridi različitog oblika i veličine)". Površine je 1.031m2. Pripada Gradu Poreču.